# Poikkijärvi (sjö i Norra Österbotten)
Poikkijärvi är en sjö i Finland. Den ligger i kommunen Kuusamo i landskapet Norra Österbotten, i den nordöstra delen av landet, 600 km norr om huvudstaden Helsingfors. Poikkijärvi ligger 250,4 meter över havet. Arean är 78,1 hektar och strandlinjen är 6,96 kilometer lång. Sjön  ingår i Ijo älvs huvudavrinningsområde. 